# Час-не-чекає (фільм)
«Час-не-чекає» (біл. «Час-не-чакае», ориг.: рос. «Время-не-ждёт») — білоруський радянський телевізійний художній фільм 1975 року режисера Віталія Четверикова за мотивами однойменного роману Джека Лондона.

## Сюжет
Кінець XIX століття. Елам Харніш на прізвисько «Час-не-чекає» — успішний підприємець, який заробив свої статки на золоті Аляски. Згодом він усе більше і більше стає цинічним і безсердечним по відношенню до інших людей. Перебуваючи в цивілізованих містах Окленд і Сан-Франциско, він все одно продовжує жити і діяти по «Закону джунглів», як і свого часу на Алясці, про яку він часто згадує…

## У ролях
- Юозас Будрайтіс
- Михайло Матвєєв
- Віктор Плют
- Вайва Майнеліте
- Ольга Барнет
- Фелікс Ейнас
- Володимир Волчик
- Микола Кузьмін
- Борис Владомирський
- Павло Кашлаков
- Харій швейц
- Дмитро Капка
- Аркадій Пишняк
- Освалдс Берзіньш
- Еммануїл Віторган
- Володимир Січкар
- Юрій Баталов
- Віктор Терехов
- Станіслав Фесюн
- Олександр Безпалий
- Леонід Данчішін
- Вацлав Дворжецький
- Олександр Хочинський — виконання пісні за кадром

## Творча група
- Сценарій: І. Корнєв
- Режисер: Віталій Четвериков
- Оператор: Дмитро Зайцев
- Композитор: Фарадж Караєв